# Živaja
Živaja ist ein Ort in der Gemeinde Hrvatska Dubica, Gespanschaft Sisak-Moslavina in Kroatien.

## Geographische Lage
Živaja liegt etwa 8 Kilometer von der bosnischen Grenzstadt Bosanska Dubica (und damit der bosnischen Grenze) und etwa 60 Kilometer von der kroatischen Stadt Nova Gradiška entfernt.
Es liegt auf der Strecke zwischen den Städten Kroatiens und Dubica Sunja. Geografische Koordinaten des Westens Breite: +45° 14' 45,60" West Länge 16° 43' 22,80".
Das Dorf Živaja ist 7 km lang und eines der längsten Dörfer in dieser Region und darüber hinaus. Seine Fläche beträgt ca. 30 km².